# Evelyn Selbie
Evelyn Selbie (6 de julio de 1871–7 de diciembre de 1950) fue una actriz de teatro e intérprete estadounidense de cine mudo y sonoro.

## Biografía
Nacida en Louisville, Kentucky, de joven Selbie era jinete de silla lateral, en equitación una competición específica para mujeres, pues las damas montaban sentadas de lado, no a horcajadas como los varones. Su carrera en los escenarios duró veinticinco años. Empezó en las sociedades anónimas de Proctor en Nueva York tras dejar su casa. Actuó en obras como Human Hearts y The Cat and the Canary. En la primera actuó durante dos temporadas.[cita requerida] Selbie también actuó en la compañía de teatro que operaba en el Grand Theater de Reno, Nevada. Después se aventuró hacia el oeste, donde trabajó 18 meses en el antiguo Central Theatre de San Francisco, California. Le siguió una temporada en San Diego, California, y luego una larga temporada en Alaska con T.D. Frawley. Durante la gira por Alaska, Evelyn alternó el papel principal con Virginia Thornton.
En 1909, Selbie se unió a un grupo de vodevil, dejando la compañía de acciones Bentley.
Selbie comenzó su carrera cinematográfica en 1912 con Essanay Studios como protagonista de Broncho Billy Anderson y trabajó con esa compañía nueve años. Sus créditos en el cine mudo incluyen The Squaw Man, que fue la primera producción de Hollywood de Cecil B. De Mille. Continuó en el cine hasta 1949 con The Doolins of Oklahoma, en la que interpretaba a Birdie. Participó en los seriales cinematográficos de Fu Manchú y trabajó como trabajadora autónoma en la radio.
El 7 de diciembre de 1950, Selbie falleció en el Motion Picture Country Hospital de Los Ángeles, California. Tenía 79 años. Selbie ingresó en el Motion Picture Country Hospital dos semanas después de sufrir un ataque al corazón. El entierro fue en el cementerio Inglewood Park de Inglewood, California.

## Filmografía seleccionada
| - The People vs. John Doe (1916) - Mrs. Doe - The Price of Silence (1916) - Jenny Cupps - The Mysterious Mrs. M (1917) - Mrs. Musselwhite - The Terror (1917) - Mrs. Connelly - The Voice on the Wire (1917, Serial) - Pale Ida - The Flower of Doom (1917) - Arn Fun - The Hand That Rocks the Cradle (1917) - Sarah - The Flashlight (1917) - Mrs. Barclay - Pay Me! (1917) - Hilda Hendricks - Sirens of the Sea (1917) - Hadji - The Grand Passion (1918) - Boston Kate - The Two-Soul Woman (1918) - Leah - Danger, Go Slow (1918) - Miss Witherspoon (sin acreditar) - The Red Glove (1919) - Tiajuana - Uncharted Channels (1920) - Elsa Smolski - A Broadway Cowboy (1920) - Miss Howell - Seeds of Vengeance (1920) - Martha Ryerson - The Devil to Pay (1920) - Mrs. Roan - The Broken Gate (1920) - Julia Delafield - Devil Dog Dawson (1921) - Without Benefit of Clergy (1921) - madre de Ameera - The Devil Within (1921) - Bruja - Silver Spurs (1922) - Tehama - The Half Breed (1922) - Mary - Thorns and Orange Blossoms (1922) - Fallie, sirvienta de Rosita - Omar the Tentmaker (1922) - Zarah - The Tiger's Claw (1923) - Azun - Snowdrift (1923) - Wananebish (prologue) - The Broken Wing (1924) - Quichita - Name the Man (1924) - Lisa Collister | - Flapper Wives (1924) - Hulda - Poisoned Paradise: The Forbidden Story of Monte Carlo (1924) - Madame Tranquille - Mademoiselle Midnight (1924) - Chiquita - Romance Ranch (1924) - Tessa - A Cafe in Cairo (1924) - Batooka - The Prairie Pirate (1925) - Marie - ama de casa (sin acreditar) - Lord Jim (1925) - esposa del sultán (sin acreditar) - The Test of Donald Norton (1926) - Nee-tah-wee-gan - Hell-Bent for Heaven (1926) - Meg Hunt - madre de Sid - Silken Shackles (1926) - madre de Tade - The Silver Treasure (1926) - madre Teresa - Flame of the Argentine (1926) - Nana - Into Her Kingdom (1926) - madre de Stepan - The Country Beyond (1926) - Martha Leseur - Prisoners of the Storm (1926) - Lillian Nicholson - Rose of the Tenements (1926) - Sara Kaminsky - Camille (1926) - madre de Camille - The King of Kings (1927) - (uncredited) - Wings (1927) - Ayudante de camerino (sin acreditar) - The American (1927) (película en pantalla ancha nunca estrenada) - Eager Lips (1927) - Wild Geese (1927) - Eternal Love (1929) - The Mysterious Dr. Fu Manchu (1929) - Love Comes Along (1930) - Dangerous Paradise (1930) - The Return of Dr. Fu Manchu (1930) - Desert Vengeance (1931) - Diamond Frontier (1940) - White Eagle (1941) |